# Márcio Ivanildo da Silva
Márcio Ivanildo da Silva, noto anche con lo pseudonimo di Marcinho (Petrolândia, 25 marzo 1981), è un ex calciatore brasiliano, di ruolo centrocampista.

## Carriera
Ha giocato nella prima divisione brasiliana, portoghese, cipriota e bulgara.

## Palmarès

### Club

#### Competizioni nazionali
- Campionato cipriota: 1

APOEL: 2010-2011
- Supercoppa di Cipro: 1

APOEL: 2011